# 해빙기의 아침
《해빙기의 아침》은 1992년 5월 11일 ~ 1992년 7월 7일까지 방영된 SBS 월화 드라마이다.

## 등장 인물
- 강석우 : 이채훈 역
- 김규철 : 황태민 역
- 박순애 : 윤지하 역
- 유호정 : 나영주 역
- 김성일 : 최성규 역
- 김진태
- 반효정 : 전 여사 역
- 남능미 : 장 여사 역
- 임문수 : 황기성 역
- 이소희 : 조혜진 역
- 권소정 : 윤지선 역
- 전노민 : 신환준 역
- 유형관

## 참고 사항
- 1981년 MBC 13기 탤런트로 데뷔한 뒤[1] 1989년 2TV 수목 미니시리즈 《무풍지대》 이후 KBS에서 활동한 김성일(최상규 역)가 해당 작품을 통해 SBS 나들이를 했다. 김성일은 1993년 《자매들》로 친정 MBC 복귀를 했고[2] 1995년 KBS 2TV 일일드라마 《좋은 남자 좋은 여자》를 끝으로 미국으로 가면서[3] 연기활동을 접었다.
- 1986년 MBC 18기 탤런트로 데뷔한 뒤[4] 1989년 2TV 일일사극 《천명》을 통해 KBS 진출을 한 후[5] KBS-MBC에서만 활동한 박순애(윤지하 역)는 그 이후에는 KBS-MBC 드라마에만 출연했는데 해당 작품을 통해 SBS 나들이를 했다. 박순애는 1994년 KBS 2TV 아침드라마 《그대 있음에》를 끝으로 결혼과 함께[6] 안방극장에서 사라졌다.
- 진부한 삼각관계를 강조하여 인기에만 급급했다는 지적을 샀다.[7]